# Джордж и Большой взрыв
«Джордж и Большой взрыв» (англ. George and the Big Bang) ― детская научно-познавательная приключенческая повесть 2011 года, написанная всемирно известным британским физиком-космологом Стивеном Хокингом и его дочерью Люси. Эта книга является третьей повестью из серии про Джорджа после книг «Джордж и тайны Вселенной» и «Джордж и сокровища Вселенной».

## Сюжет
Вернувшись в Британию, Джордж и Энни пытаются найти лучшее место во Вселенной для жизни свиньи Фредди. Сначала они заглядывают в вымышленный университет Фоксбриджа, где Эрик является профессором. Оказавшись там, они направляются на встречу группы противников LHC, которая заявляет, что теория всего сопротивляется добавлению гравитации (TOERAG). Эрик использует суперкомпьютер Космос, чтобы открыть портал и перенести Фредди в это неизвестное место.
На следующий день Джордж начинает учебу в местной школе, но возвращается в университет, чтобы найти Эрика и узнать у него, куда ушел Фредди. Джордж обнаруживает, что портал Космоса все еще открыт и отправляется на Луну, чтобы найти Эрика. Незадолго до их отъезда китайский спутник сфотографировал их. Однако, поскольку якобы никто не ступал на Луну с 1972 года, это вызывает возмущение среди Ордена Науки.
Наставник Эрика, Зузубин, созывает собрание Ордена науки в ЦЕРНе. Тем временем доктор ЗЛиин возвращается и активирует свой суперкомпьютер Бусик, который достался Джорджу от Эрика при переезде, чтобы он мог встретиться с Джорджем в Андромеде с помощью своего электронного аватара. Доктор ЗЛиин сообщает Джорджу, что он проник в ТАБАК, группу противников LHC. Он также признает, что был вынужден создать квантово-механическую бомбу, которую нельзя легко обезвредить, но, к счастью, она имеет вероятность обезвредить только при активации правильного переключателя. Доктор ЗЛиин не может передать полную информацию о том, как обезвредить бомбу, но он говорит Джорджу, что у Членов Братства есть предатель и что встреча на LHC на самом деле является заговором с целью уничтожить всех ученых и LHC, используя его бомба.
Тем временем у Энни появился новый друг Винсент, спортсмен-каратист, обладатель черного пояса.

## Издание в России
Книга была переведена на русский язык и вышла в свет в издательстве «Розовый жираф» в 2012 году, впоследствии переиздавалась. Переводчик ― Е. Д. Канищева. ISBN 978-5-4370-0315-2.